# Tiljemyrtjärnen
Tiljemyrtjärnen är en sjö i Bodens kommun i Norrbotten och ingår i Råneälvens huvudavrinningsområde.